# Prazosin
Prazosin ist ein Arzneistoff aus der Gruppe der α-Adrenozeptorantagonisten (α-Blocker).

## Verwendung
Wie seine pharmakologischen Verwandten Terazosin und Doxazosin wird er vorrangig zur Behandlung der arteriellen Hypertonie (Bluthochdruck) eingesetzt. Prazosin wird auch bei Patientinnen und Patienten, die am Raynaud-Syndrom (Durchblutungsstörungen in den Fingern) leiden, angewandt. Ferner kann es bei benigner Prostatahyperplasie (BPH) (gutartige Prostatavergrößerung) eingesetzt werden, um den Harnabfluss zu verbessern; allerdings existieren zu diesem Zweck selektivere Arzneistoffe mit weniger unerwünschten systemischen Wirkungen (z. B. Tamsulosin). Prazosin wurde 1969 von Pfizer patentiert und unter dem Markennamen Minipress in den Handel gebracht.
Prazosin zeigte in mehreren Studien Erfolg bei der Behandlung/Vorbeugung von PTBS- (posttraumatisches Belastungssyndrom)-bedingten Albträumen.

## Pharmakologische Eigenschaften

### Wirkmechanismus
Prazosin ist ein selektiver Antagonist an sympathischen α1-Adrenozeptoren. Es hemmt die durch Adrenalin und Noradrenalin vermittelte Kontraktion von Blutgefäßen und somit den Anstieg des Blutdrucks. Die Plasmahalbwertszeit beträgt 2,5–4,0 Stunden.
Da Prazosin (wie alle α-Adrenozeptorantagonisten) relativ häufig orthostatische Beschwerden verursacht, wird es in der Behandlung des Bluthochdruckes als Mittel der zweiten Wahl eingesetzt. Zudem ist seine ausgeprägte Toleranzentwicklung zu beachten.

### Nebenwirkungen
Als Nebenwirkungen wurden beschrieben:
Besonders zu Beginn der Behandlung und bei Dosiserhöhung kann es zu orthostatischen Beschwerden kommen. Bei der ersten Einnahme kann es sogar zu einer schweren orthostatischen Hypotonie bis hin zum Bewusstseinsverlust kommen („Phänomen der ersten Dosis“). Daher soll einschleichend dosiert und die Dosis vorsichtig erhöht werden.
Außerdem kann es zu Müdigkeit, Unwohlsein, Schwächegefühl, Gewichtszunahme, Leberfunktionsstörungen oder Pankreatitis kommen; darüber hinaus auch zu einer verstopften Nase, Nasenbluten, Augenschmerzen oder Tinnitus; in einzelnen Fällen auch zu allergischen Reaktionen wie Nesselsucht (Urticaria), Ödemen oder Bronchospasmen.
Prazosin übertritt die Plazentaschranke und geht in die Muttermilch über. Da keine klinischen Studien vorliegen, die Aussagen über die Schädlichkeit von Prazosin während der Schwangerschaft oder Stillzeit erlauben, darf dieser Stoff in den genannten Lebenslagen nicht angewendet werden.

### Wechselwirkungen
Prazosin verstärkt die Wirkung anderer blutdrucksenkender Arzneimittel.

## Weitere Informationen
Prazosin-Hydrochlorid zeigt wie das strukturverwandte Doxazosin Mesylat das Phänomen der Polymorphie. Die einzelnen polymorphen Formen zeigen unterschiedliche Lagerstabilität bezüglich der Geschwindigkeit zur Hydratation. Die Darstellung der solvatfreien Formen erfolgt entweder aus Lösungsmitteln, die kein Addukt bilden, und durch azeotrope Destillation des Hydrats mit einem CKW oder durch Vakuumtrocknung des kristallinen Methanol-Solvats.

## Handelsnamen
Ein Monopräparat mit diesem Wirkstoff heißt Adversuten (D), zudem gibt es ein Generikum (D).